# Linia kolejowa nr 788
Ten artykuł dotyczy przyszłego wydarzenia. Informacje w nim zawarte mogą się zmienić wraz z pojawieniem się nowych faktów, a początkowe doniesienia mogą być niepewne. Ostatnie aktualizacje tego artykułu mogą nie odzwierciedlać najbardziej aktualnych informacji.
Linia kolejowa nr 788 – linia kolejowa zgłoszona do ujęcia w Wykazie linii Id-12 (D-29) w województwie lubelskim, łącząca stację Wólka Okopska z punktem przeładunkowym Daniel.